# Wolfgang Giloi

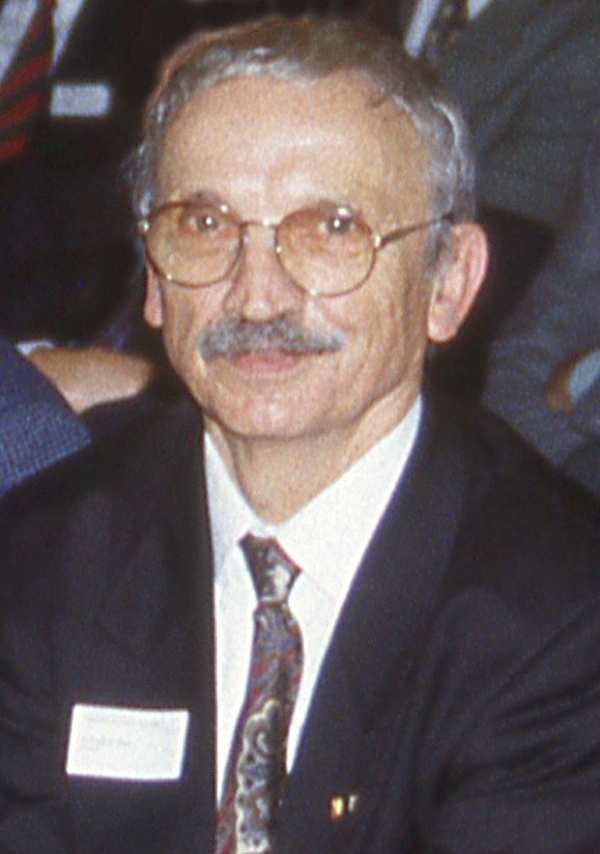
Wolfgang Giloi auf dem Kolloquium „Technische Informatik – Perspektiven in Wissenschaft und Wirtschaft“ am 12. Dezember 1994 in Mannheim

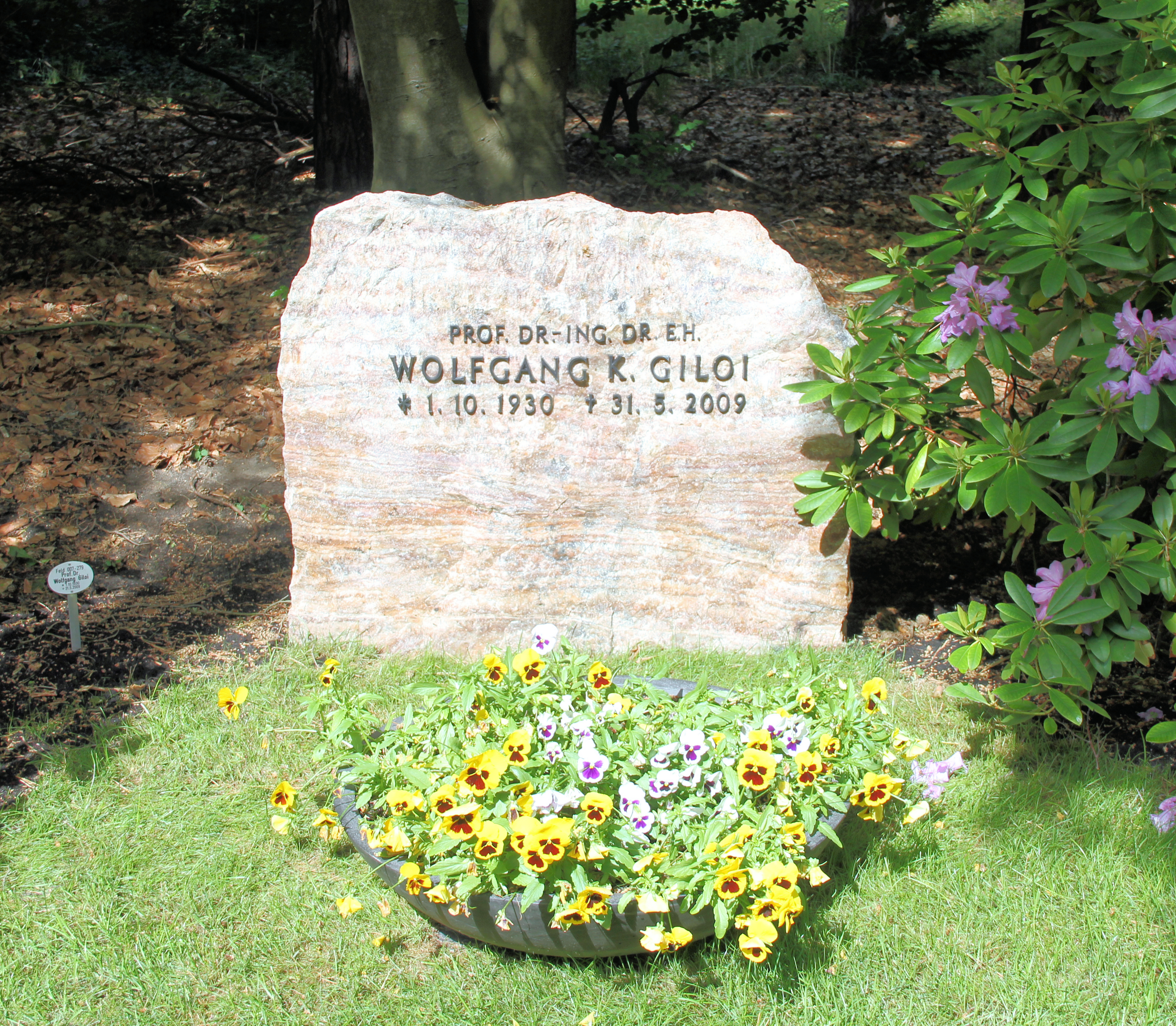
Grabstätte, Friedhof Wannsee, in Berlin-Zehlendorf

Wolfgang K. Giloi (* 1. Oktober 1930 in Sobernheim; † 31. Mai 2009 in Berlin) war ein deutscher Informatiker. Er wurde vor allem durch seine Forschungsarbeiten zur Rechnerarchitektur bekannt.

## Leben
Wolfgang Giloi studierte bis 1957 Elektrotechnik an der TH Stuttgart und wurde dort 1960 promoviert. Nach einer Tätigkeit als Entwicklungsingenieur und Leiter des Rechenzentrums bei AEG-Telefunken erhielt er 1965 einen Ruf als Professor an die Technische Universität Berlin und übernahm die Leitung des Instituts für Informationsverarbeitung. Von 1971 bis 1977 war er Professor of Computer Science an der University of Minnesota und wirkte 1972 und 1974 kurzzeitig auch an der Universität des Saarlandes in Saarbrücken.
Danach kehrte er an die TU Berlin zurück und gründete dort 1983 das Forschungsinstitut für Rechnerarchitektur und Softwaretechnik (FIRST), dessen Direktor er bis zu seiner Emeritierung 1996 war. Zusammen mit Ulrich Trottenberg war er maßgeblich an der Entwicklung des Parallelrechners SUPRENUM beteiligt.
Wolfgang Giloi war eins der 19 Gründungsmitglieder der Gesellschaft für Informatik.

### Ehrungen
Giloi wurde das Bundesverdienstkreuz 1. Klasse verliehen. Er war Mitglied der Berlin-Brandenburgischen Akademie der Wissenschaften. 1997 wurde ihm für Beiträge zur Entwicklung paralleler Höchstleistungsrechner die Rudolf-Diesel-Medaille in Gold verliehen. 2003 wurde er Ehrendoktor der Technischen Universität Darmstadt.

## Schriften
- Wolfgang Giloi, Hans Liebig: Logischer Entwurf digitaler Systeme. 2. Auflage. Springer, Berlin 1980.
- Wolfgang Giloi: Konrad Zuses Plankalkül als Vorläufer moderner Programmiermodelle. Konrad-Zuse-Zentrum für Informationstechnik Berlin, Berlin 1990. (Technical report TR 90-13)
- Wolfgang Giloi: Programmieren in APL, 1. Aufl. Walter de Gruyter Berlin, New York 1977
- Wolfgang Giloi: Rechnerarchitektur. 2., vollst. überarb. Aufl. Springer, Berlin / Heidelberg [u. a.] 1993, ISBN 3-540-56355-5.